# Кантор, Семён Аврамович
Семен Аврамович Кантор (5 января 1947, Житомир, Украинская ССР) — российский учёный, профессор, заведующий кафедрой «Прикладная математика» АлтГТУ с 1987 по 2021 год.

## Биография
Родился 5 января 1947 года в Житомире (УССР).
В 1969 году окончил механико-математический факультет Новосибирского государственного университета, диплом с отличием.
Был принят в аспирантуру вычислительного центра СО АН СССР, научный руководитель член-корреспондент (впоследствии академик АН СССР) Н. Н. Яненко В 1972 году окончил аспирантуру с представлением диссертации к защите. В апреле 1973 года на Ученом Совете Вычислительного центра СО АН СССР (председатель Совета академик Г. И. Марчук) защитил диссертацию «Некоторые вопросы метода слабой аппроксимации» на соискание ученой степени кандидата физико-математических наук по научной специальности 01.01.07 — «Вычислительная математика». Оппонентами выступали член-корреспондент (впоследствии академик) М. М. Лаврентьев, и д.ф.-м.н. (впоследствии академик, Президент академии наук Казахстана) У. М. Султангазин.
Был направлен по распределению в Алтайский политехнический институт, где со 2 ноября 1972 года работал ассистентом (1972—1974), старшим преподавателем (1974—1977), доцентом (1977—1986) кафедры «Прикладная математика и электроника» (впоследствии кафедра «Прикладная математика»). С 1982 г. по 1986 г — зам зав. каф. ПМ на общественных началах. С октября 1986 по август 1987 и. о. зав. кафедрой прикладной математики. С сентября 1987 по 30 июня 2021 года заведующий кафедрой прикладной математики.
В 1981 году ВАК присвоило ученое звание доцента по кафедре прикладной математике и электронике.

## Работы
Автор не менее 130 научных, научно-методических работ, монографий и учебников. Работы связаны с теоретическим обоснованием методов расщепления, применяемых для решения начально-краевых задач для уравнений с частными производными; моделированием течения гетерогенных потоков при нанесении защитных покрытий; применением вычислительной техники в задачах организационного управления, медицины, техники, образования.
Руководитель ряда студенческих работ, отмеченных на различного рода Всероссийских конкурсах (медаль Академии наук России для студентов и молодых ученых по математике, В. В. Попов, 2006 г.; дипломом Министерства образования и науки РФ, Д. Сергачев, 2010 г.; диплом Всероссийского конкурса студенческих выпускных работ по направлению «Программная инженерия», К. В. Костин, 2016 г.).
Член жюри Всероссийского конкурса школьников «Ученый будущего», проводимого в рамках Всероссийского фестиваля науки «Наука 0+»; зам. председателя организационного комитета полуфинальных соревнований командного чемпионата мира по программированию среди студентов и Всероссийской командной олимпиады школьников по программированию (1996—2019 гг.). Команда АлтГТУ, составленная из студентов руководимой им кафедры, завоевала в 2006 году в Сан-Антонио Архивная копия от 29 июля 2021 на Wayback Machine (США) золотые, а в 2009 году в Стокгольме (Швеция) серебряные медали на финальных соревнованиях командного чемпионата мира по программированию
Длительное время член Ученых советов факультета (с 1982 г) и университета, член экспертной комиссии по публикациям в АлтГТУ, член учебно-методического объединения по специальности «Программного обеспечение вычислительной техники и автоматизированных систем», член учебно-методического совета Архивная копия от 29 июля 2021 на Wayback Machine по направлению «Программная инженерия».
В 2013—2014 гг. являлся экспертом национального аккредитационного агентства в сфере образования по экспертизе соответствия содержания и качества подготовки обучающихся и выпускников образовательных учреждений федеральным государственным образовательным стандартам, экспертом федерального фонда содействия развитию малых форм предприятий в научно-технической сфере; членом экспертной группы по рассмотрению результатов научно-исследовательских работ, выполненных по проектам региональных совместных конкурсов на получение финансовой поддержки Российского гуманитарного научного фонда и Российского фонда фундаментальных исследований.

## Научные труды
- Кантор С. А. Основы вычислительной математики. Учебное пособие. / Алт. госуд. технич. ун-т им. И. И. Ползунова. Барнаул, 2010. — 357с.
- Метод слабой аппроксимации / Ю. Я. Белов, С. А. Кантор; М-во общ. и проф. образования Рос. Федерации. Краснояр. гос. ун-т, Алт. гос. техн. ун-т. — Красноярск : Изд. центр Краснояр. гос. ун-та, [1999]. — 235 с.; 24 см; ISBN 5-7638-0167-9
- Специальные главы высшей математики : Учеб. пособие / С. А. Кантор; Алт. политехн. ин-т. — Барнаул : АПИ, 1992. — 82 с.; 19 см.
- Совершенствование учебно-познавательной деятельности будущих менеджеров на основе применения электронного учебно-методического комплекса: интенсификация, оптимизация, активизация : [монография] / А. В. Нечаева, Г. В. Лаврентьев, С. А. Кантор; Федеральное агентство по образованию, Алтайский гос. ун-т, Алт. гос. технический ун-т им. И. И. Ползунова. — Барнаул : Изд-во Алтайского гос. ун-та, 2006. — 175, [1] с. : табл.; 21 см; ISBN 5-7904-0609-2
- С. А. Кантор, «О сходимости разностных схем в банаховых пространствах», Докл. АН СССР, 215:1 (1974), 45-48

## Награды
- Нагрудный знак «Почётный работник высшего профессионального образования РФ» (приказ Минобразования России № 08-112 от 07.02.2002);
- Почетная грамота Государственного комитета РСФСР по делам науки и высшей школы (1991);
- Почетная грамота министерства образования Российской федерации (приказ № 12-121 от 20 ноября 2001);
- Благодарственное письмо оргкомитета Международной открытой олимпиады по математике за высокий уровень подготовки студентов (2010 год);
- Благодарственная грамота за организацию и проведение международной студенческой олимпиады «IT планета 2010».